# Nedra Kyrktjärnen
Nedra Kyrktjärnen är en sjö i Söderhamns kommun i Hälsingland och ingår i Skärjåns huvudavrinningsområde. Sjön är 7,4 meter djup, har en yta på 0,0985 kvadratkilometer och befinner sig 90,3 meter över havet. Sjön avvattnas av vattendraget Stugtjärnsbäcken.

## Delavrinningsområde
Nedra Kyrktjärnen ingår i det delavrinningsområde (678033-155411) som SMHI kallar för Utloppet av Nedre Kyrktjärnen. Medelhöjden är 106 meter över havet och ytan är 1,03 kvadratkilometer. Det finns ett avrinningsområde uppströms, och räknas det in blir den ackumulerade arean 13,29 kvadratkilometer. Stugtjärnsbäcken som avvattnar avrinningsområdet har biflödesordning 2, vilket innebär att vattnet flödar genom totalt 2 vattendrag innan det når havet efter 36 kilometer. Avrinningsområdet består mestadels av skog (84 procent). Avrinningsområdet har 0,1 kvadratkilometer vattenytor vilket ger det en sjöprocent på 9,3 procent.